# Albert Wittum

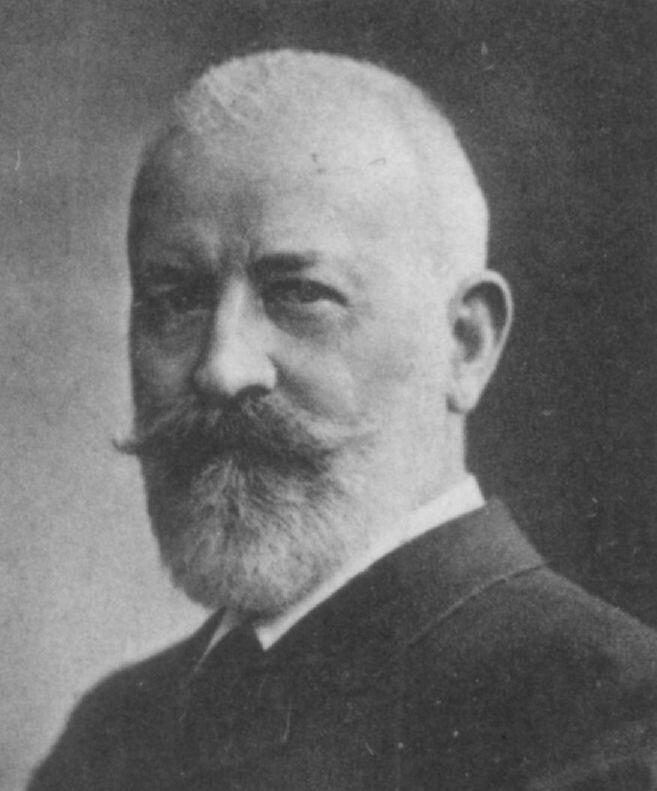
Albert Wittum als Reichstagsabgeordneter 1912

Albert Wittum (* 9. April 1844 in Bühl; † 5. Februar 1923 in Pforzheim) war ein deutscher Politiker der Nationalliberalen Partei und Mitglied des Deutschen Reichstags.

## Leben
Wittum wurde als Sohn eines Juweliers geboren und besuchte die Volksschule in Bühl und in Pforzheim. Seinen Schulabschluss erhielt er durch Privatunterricht und durch ein Selbststudium, für das er umfangreiche Reisen durch vier Kontinente antrat. Durch das Los bestimmt, wurde er 1864 vom Militärdienst im Deutsch-Dänischen Krieg befreit. Er erlernte das Goldschmiedehandwerk und eröffnete 1872 eine Goldwarenfabrik. Im Jahr 1885 wurde er Vorsitzender der Süddeutschen Edel- und Unedelmetallberufsgenossenschaft in Baden und Elsaß-Lothringen.
Wittum war insgesamt für 34 Jahre im Stadtrat und Bürgerausschussobmann von Pforzheim. Von 1889 bis 1909 war er Mitglied der Zweiten Badischen Kammer. Für den Wahlkreis Großherzogtum Baden 9 (Pforzheim – Durlach – Ettlingen) wurde er 1912 in den Deutschen Reichstag gewählt, dem er bis 1918 angehörte. Um der Sozialdemokratie das seit 1898 gehörende Mandat abzunehmen, wurde seine Wahl von der Zentrumspartei unterstützt.
Er wurde auf dem Pforzheimer Hauptfriedhof bestattet.